# Paweł Wróbel
Paweł Wróbel (ur. 19 czerwca 1913, zm. 1984) − polski malarz prymitywista.
Urodzony w Katowicach-Szopienicach w ubogiej rodzinie, z zawodu górnik (pracował w kopalni „Wieczorek”); znany na Śląsku przedstawiciel amatorskiej twórczości robotniczej. Od powrotu z sowieckiego łagru na Kamczatce w 1947 związany Grupą Janowską (wraz z  Teofilem Ociepką i innymi malarzami nieprofesjonalnymi). W swojej twórczości skupiał się na przedstawieniu obrazów ginącego Śląska. Jego twórczość charakteryzuje bogata kolorystyka, uproszczone geometryczne formy przedstawionych budynków, postacie z ledwo zaznaczonymi twarzami oraz bogactwo szczegółów. Zyskał przydomek śląskiego Brueghla.